# Mobiscore
De Mobiscore is een index die aangeeft hoe goed een woning of locatie scoort qua mobiliteit in Vlaanderen. De Mobiscore werd op 18 juni 2019 door minister van Omgeving Koen Van den Heuvel voorgesteld. De Mobiscore kan ook berekend worden voor woningen en locaties in het Brussels Hoofdstedelijk Gewest omdat de score ook rekening houdt met voorzieningen in dat gewest.

## Score
De Mobiscore gaat van 0 tot 10 en beoordeelt iedere locatie naar bereikbaarheid van volgende voorzieningen:
- Openbaar vervoer
- Onderwijs
- Winkels en diensten
- Ontspanning, sport en cultuur
- Gezondheid en zorg

De bedoeling is aan te geven hoe duurzaam men zich kan verplaatsen naar een bepaalde voorzienig. Heeft men daarvoor een wagen nodig, dan scoort men slecht. De score zou een sensibiliserend effect moeten hebben. Vlaams Bouwmeester Leo Van Broeck suggereerde fiscale consequenties te koppelen aan de score. Minister Van den Heuvel was het met de fiscale koppeling niet eens.

## Kritiek
Meteen na de lancering kreeg de Mobiscore vooral in het platteland veel kritiek. Belangrijkste kritiekpunten zijn dat de berekeningswijze te vereenvoudigd is, dat er geen rekening wordt gehouden met persoonlijke noden en dat de stad bevoordeeld wordt. Vlaams minister van Financiën Lydia Peeters vond dat het gebaseerd was op verouderde gegevens en bekritiseerde fiscale voorstellen van de Vlaamse Bouwmeester. Een ander kritiekpunt van nationaal politicus Jean-Marie Dedecker was dat de tool voorgesteld werd als een vrijblijvende leidraad, maar dat er bij de lancering al volop voorgesteld werd door onder andere Vlaamse Bouwmeester Leo Van Broeck om de tool fiscaal te laten doorwegen. Volgens Dedecker worden plattelandsgezinnen hierdoor onnodig financieel benadeeld.  Peter Reekmans, burgemeester van het landelijke Glabbeek kondigde in de zevende dag zelfs juridische stappen aan tegen de Mobiscore omdat de parameters te zeer zouden afgestemd zijn op de steden. De burgemeester kreeg daarbij steun van 21 andere Vlaamse gemeentebesturen die in een notie de afschaffing van de online rekentool eisten. Minister van omgeving Koen Van den Heuvel gaf daarop aan de Mobiscore na enkele maanden te revalueren.